# エフゲニー・スヴィリドフ
エフゲニー・スヴィリドフ（Evgeni Sviridov, 1974年8月15日 - ）は、ウズベキスタンタシュケント出身の男性フィギュアスケート選手。2002年ソルトレイクシティオリンピックペアウズベキスタン代表。パートナーはナタリア・ポノマレワなど。

## 経歴
タシュケントに生まれ、6歳のころにスケートを始め1991年のソビエト連邦崩壊後はウズベキスタン所属となった。ジュニア時代にはニゴラ・カラバエワとペアを組み、1992-1993年シーズンの世界ジュニア選手権に出場し12位。翌1993-1994年シーズンからはシニアに昇格し、世界選手権で27位となったもののこのシーズンをもってペアは解散、新たにポリーナ・ジョとペアを結成したが1994-1995年シーズンのみの活動に終わり解散。1995年よりエレーナ・エルショワとペアを組み世界選手権に出場したが2シーズンの活動のあと1997年に解散し、直後にナタリア・ポノマレワとペアを結成した。
ナタリア・ポノマレワとのペア結成1年目の1997-1998年シーズン、ゴールデンスピンで3位となり、翌1998-1999年シーズンにはアジア大会で3位。1999年世界選手権および1999年四大陸選手権にも出場を果たした。
2001-2002年シーズン、ソルトレークシティオリンピックの予選に指定されたゴールデンスピンで4位となりオリンピック出場枠を獲得した。ソルトレイクシティオリンピックでは、ショートプログラムとフリースケーティングともに18位、総合でも18位に終わった。オリンピック以後は、国際大会への出場はなくなり、国内大会のウズベキスタン選手権への出場に留まった。2004年引退。

## 主な戦績
- 戦績はナタリア・ポノマレワとのペア時。

| 大会/年              | 1997-98 | 1998-99 | 1999-00 | 2000-01 | 2001-02 | 2002-03 | 2003-04 |
| -------------------- | ------- | ------- | ------- | ------- | ------- | ------- | ------- |
| オリンピック         |         |         |         |         | 18      |         |         |
| 世界選手権           |         | 21      |         | 17      |         |         |         |
| 四大陸選手権         |         | 7       | 9       | 10      |         |         |         |
| ウズベキスタン選手権 | 1       | 1       | 1       | 1       | 1       | 1       | 2       |
| GPスケートアメリカ   |         |         |         |         | 9       |         |         |
| GPNHK杯              |         |         |         |         | 7       |         |         |
| アジア大会           |         | 3       |         |         |         |         |         |
| ゴールデンスピン     | 3       |         |         |         | 4       |         |         |
| スケートイスラエル   | 3       |         |         |         |         |         |         |